# Guargummi
Guargummi, guarmel eller guarkernemel (E412) er et kulhydrat, som udvindes af guarbønner (Cyamopsis tetragonolobas), der er en bælgfrugt ligesom sojabønnen. 
Guargummi anvendes som fortykningsmiddel og stabilisator. Det er et af de mest anvendte fortykningsmidler, hvilket skyldes, at det er billigt og effektivt sammenlignet med andre fortykningsmidler. I effektivitet kan det sammenlignes med stivelse og gelatine.
Guargummi bruges som stabilisator i flødeis og giver en mere elastisk konsistens. Som fortykningsmiddel anvendes det i for eksempel ketchup. 
Guargummi anvendes ikke kun i fødevarer, men også i kosttilberedninger, piller, tekstiler, kosmetik og til fremstilling af maling.
Folk, der er allergiske over for sojabønner, kan også reagere på guargummi fordi de minder meget om hinanden.
Under fremstillingen har nogle produkter indeholdt store mængder formaldehyd, der sandsynligvis stammer fra desinfektion af melproduktet.
 Der er for få eller ingen kildehenvisninger i denne artikel, hvilket er et problem. Du kan hjælpe ved at angive troværdige kilder til de påstande, som fremføres i artiklen.